# 古馬其頓語
古馬其頓語（希臘語：Αρχαία μακεδονική γλώσσα）是古馬其頓的語言，在公元前第一个千年的馬其頓王國被使用，屬於印歐語系。公元前四世纪，马其顿王国的统治阶层逐渐转用阿提卡希腊语，后来发展为希腊化时期通用语的共通希腊语，其基础语言便是阿提卡希腊语，这使古马其顿语逐渐式微。至希腊化时代或是罗马帝国时期，古马其顿语完全消亡，并被共通希腊语所取代。
現存的銘文顯示古馬其頓除了希臘文之外沒有其他的書寫文字。最近的金石學發現認為古馬其頓語是希臘西北部的一系列方言合稱。
古馬其頓語与马其顿语是两种不同的语言。

## 系属分类
由于古马其顿语的语料很零散，因此有各种观点。现在流行的对古马其顿语系属分类的观点有：
- 希腊语方言，是一种西北多利亚方言；由Friedrich Wilhelm Sturz (1808)首先提出，[13]支持者有Olivier Masson (1996)、[14]Michael Meier-Brügger (2003)、[15]Johannes Engels (2010)、[16]J. Méndez Dosuna (2012)、[17]、Georgios Babiniotis (2014)、[18]Joachim Matzinger (2016)、[19]Emilio Crespo (2017)、[20]Claude Brixhe (2018)[21]及M. B. Hatzopoulos (2020)等人。[13]

- 希腊语方言，是一种伊欧里斯希腊语；由August Fick (1874)首先提出，[14]支持者有Otto Hoffmann (1906)、[14]N. G. L. Hammond (1997)[22]和Ian Worthington (2012)。[23]

- 希腊语的并列语言，与希腊语并列为希腊语族的两支，[9]支持者有Vladimir I. Georgiev (1966)、[24]Joseph (2001)[9]及汉普（2013）。[25]

## 特征
由于古马其顿语的语料十分分散，对这种语言的特点人们知之甚少。其中一个特点是：原始印欧语浊送气音/bʰ、dʰ、gʰ/有时失去送气变为/b、d、g/（β, δ, γ），而其他古希腊语方言中，则是变为清声：/pʰ、tʰ、kʰ/（φ, θ, χ）。
如果 gotán“猪”与*gwou“牛”有关，那便表明唇化软腭音或者保持完整，或者失去唇化，与希腊语一般与唇音合并不同（阿提卡 boûs）。多利亚希腊语拉科尼亚方言 glep-对应共通希腊语 blep-，多利亚希腊语 gláchōn和爱奥尼亚希腊语 glēchōn对应共通希腊语 blēchōn，说明这样的变化在希腊语中也能见到。
许多例子表明浊软腭塞音清化了，特别是在词首： kánadoi“下巴”（< PIE [*genu-] 错误：{{Lang}}：私有标签：proto 无法识别（帮助））； kómbous“臼齿”（< PIE [*gombh-] 错误：{{Lang}}：私有标签：proto 无法识别（帮助））。在词内部清化的例子： arkón（比较阿提卡 argós）马其顿地名Akesamenai，来自皮埃里亚人名Akesamenos（Akesa-可能与希腊语agassomai、agamai“使吃惊”同源，参考色雷斯人名Agassamenos）。
在阿里斯托芬的《鸟》中，出现了一种鸟名 keblēpyris（“红头”，可能指金翅雀或红鹦鹉），这像是古马其顿语用浊塞音对应标准希腊语清送气音： keb(a)lē，比较 kephalē“头”。Emilio Crespo认为：“清塞音的浊化和送气音变为浊擦音的演变，说明古马其顿语是古希腊语方言”，但也不排除“其他语言的干扰或任何底层、顶层的影响”，M. Hatzopoulos也这样认为。
以赫西基奥斯词表为代表的部分古马其顿语词汇存在争议（有人认为它们并非真正的古马其顿语的原貌），有些可能在传播过程中被篡改了。因此abroutes可能读作abrouwes，tau（Τ）代替了Ϝ。
A. Panayotou通过古文献和考古发现，总结出古马其顿语普遍确认的部分特征：

### 音系
- 浊送气音*bh、*dh、*gh变为浊音b、d、g（如Βερενίκα，对应阿提卡Φερενίκη）（偶见）
- 长元音*/a:/保留（如Μαχάτας），也见于多利亚希腊语伊庇鲁斯方言[31]
- [a:]和[ɔ:]缩读为[a:]
- 合成词中前词的词尾短元音脱落（παρκαττίθεμαι，比较阿提卡）
- 词中元音省略和裂化，以避免不同音节的元音相遇（如，比较阿提卡、伊庇鲁斯、多利亚）。[31]
- 在地方崇拜或昵称中，/u(:)/保持[u]的发音（ = ）（偶见）
- 鼻音周围的/ɔ:/高化至/u:/（Κάνουν，比较阿提卡）
- /ign/变为/i:n/（γίνομαι，比较阿提卡）
- 复辅音/sth/失去送气，变为/st/（γενέσται，比较阿提卡）

### 词法
古马其顿语词法与伊庇鲁斯同盟相同，最早的铭文来自多多纳。以-ας结尾的第一变格名词的变形也与色萨利方言相同（参Pyrrhiadas、Kierion墓志）。
- 第一变格阳性、阴性词词尾分别为-ας、-α（如）
- 第一变格阳性属格单数为-α（如）
- 第一变格属格复数为-ᾶν
- 第一人称代词与格单数
- 时间连词
- 可能是第一变格中的非sigmatic主格阳性单数（ἱππότα，比较阿提卡）

## 专名

### 人名
M. Hatzopoulos和Johannes Engels总结了古马其顿语人名如下：
- 优卑亚（本土）希腊人名，或者与阿提卡方言语音不同，或者在古希腊时代仅限古马其顿人使用
- 泛希腊（共通）希腊人名
- 可识别的非希腊（色雷斯、伊利里亚）人名
- 没有明确希腊语词源，也不能归于任何可识别非希腊语人群的人名

Engels认为以上材料说明古马其顿人名具有希腊特征。

### 地名
马其顿本土地名一般有希腊语词源，也有一些显示出特殊的读音，或者来自非希腊语。

## 历法
古马其顿历的起源可追溯到希腊史前时期。古马其顿历的月名与大部分希腊历月名相同，都源于纪念希腊诸神的盛宴和相关庆祝活动。其中大部分将古马其顿语形式和明确的希腊语词源相结合，如Δῐός来自宙斯；Περίτιος来自赫拉克勒斯-Peritas“守卫者”；Ξανδικός/Ξανθικός来自Xanthos“金发”（可能就是指赫拉克勒斯）；Άρτεμίσιος来自阿尔忒弥斯等等。据Martin P. Nilsson的说法，马其顿历的形式与普通希腊历相同，月份名称证明了古马其顿语的希腊语人群身份。

## 出土文字
马其顿古文字学：最早证明有大量古马其顿语专名的古文献是雅典与佩尔狄卡斯二世的第二次结盟盟书（~417–413 BC）、Kalindoia法令（~335–300 BC）和公元前4世纪的7块符咒，其中大部分刻有人名。

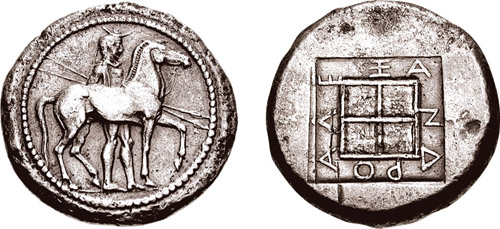
亚历山大一世的8德拉克马，公元前5世纪初
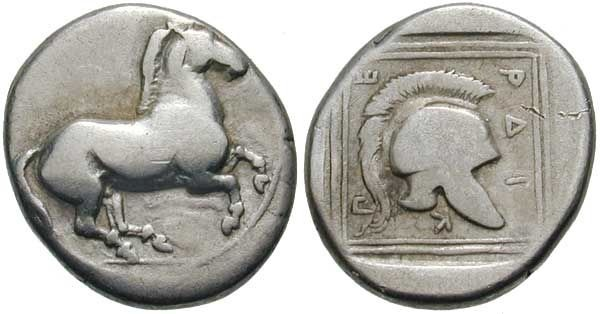
佩尔狄卡斯二世的斯塔特，公元前5世纪中晚期
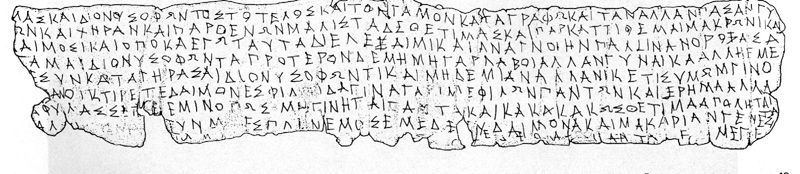
佩拉符咒，公元前4世纪
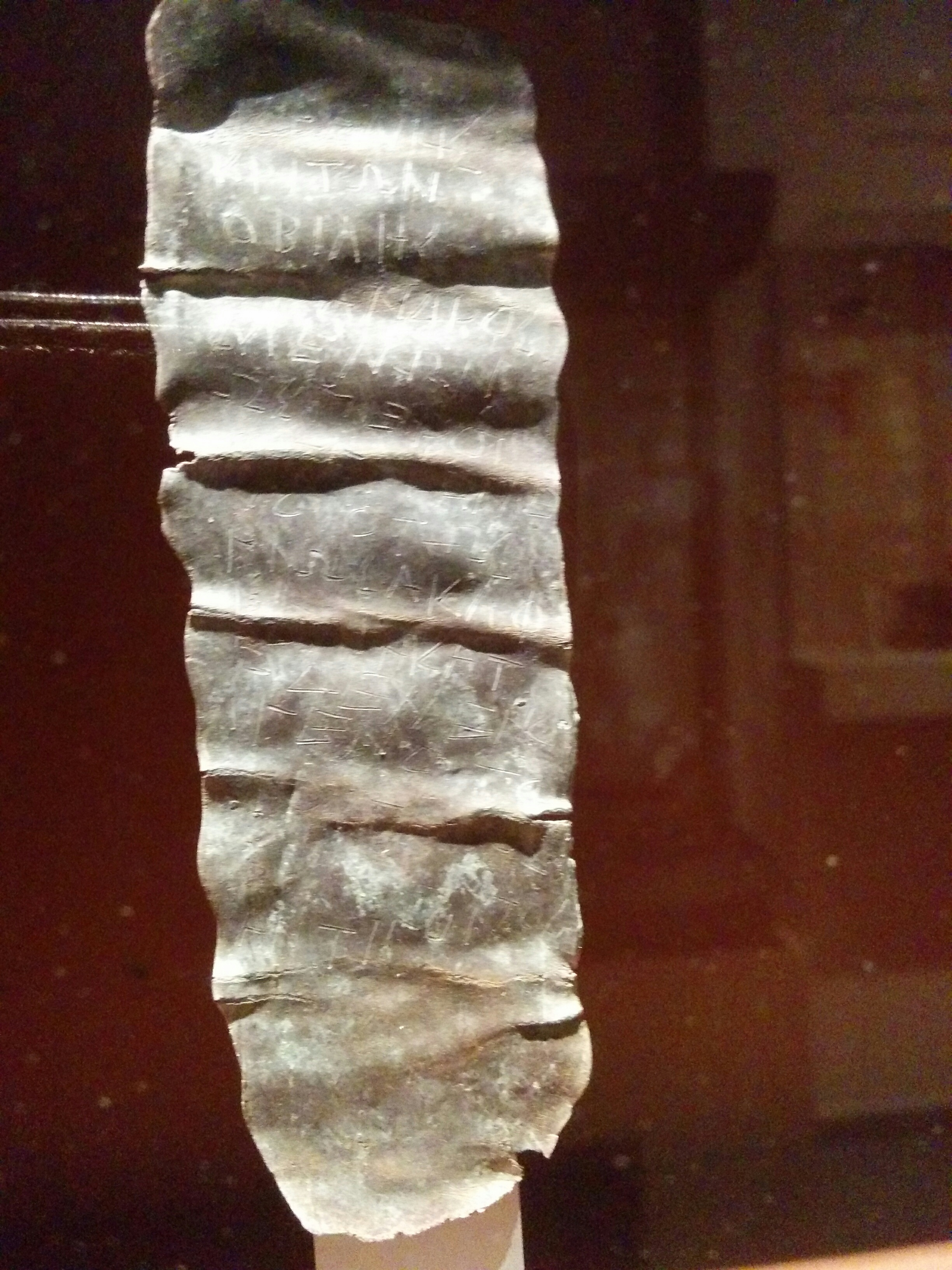
绑定符咒 ，公元前4世纪，Oraiokastro
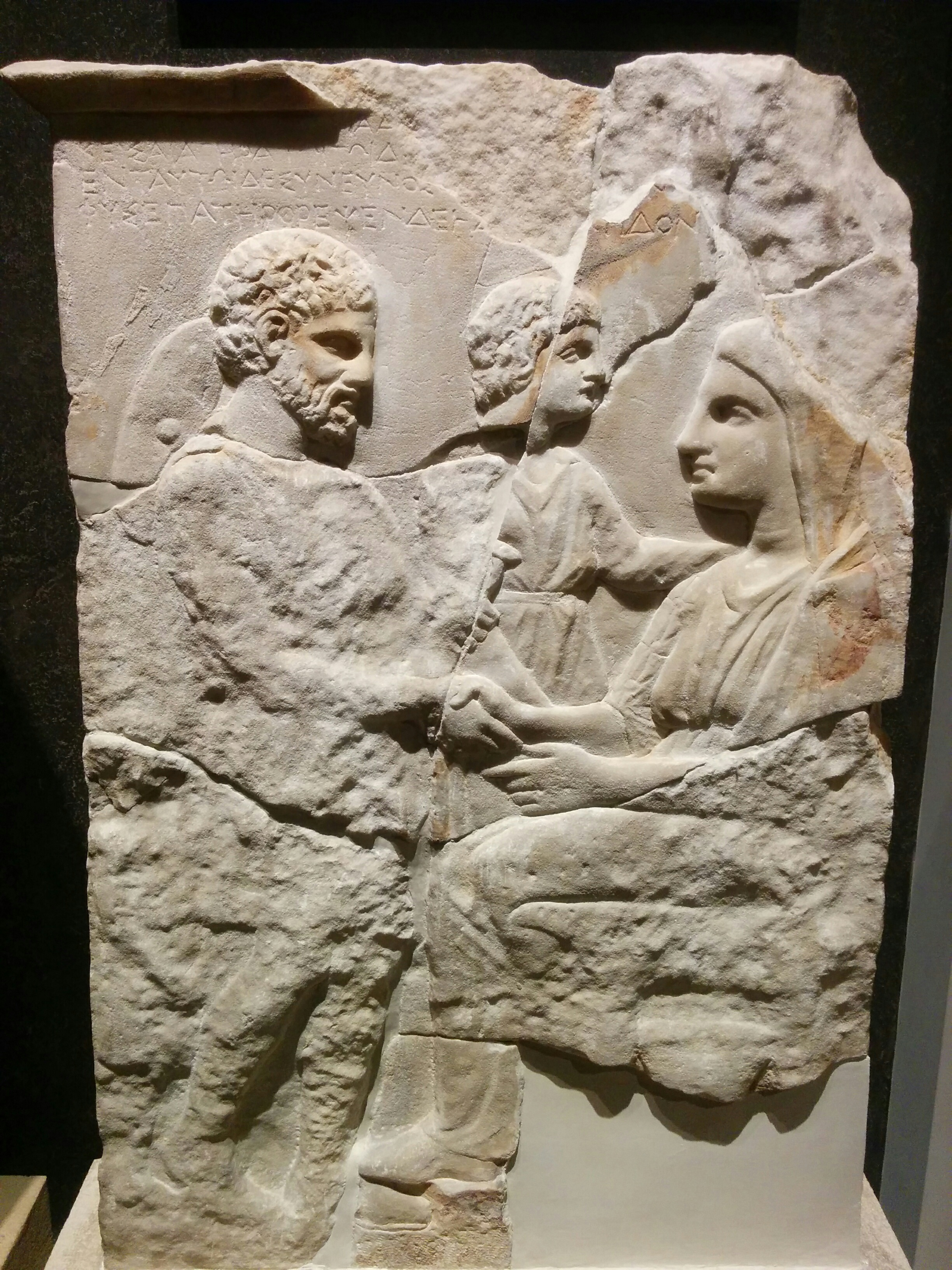
墓碑，顶部有铭文，公元前4世纪中期，维尔吉纳

在古马其顿境内发现的约6300块碑文中，约99%使用希腊语和希腊字母书写的。目前发现的所有钱币上的铭文也都是希腊语。1986年出土的佩拉符咒是用一种独特的多利亚希腊语书写的，年代在公元前4世纪早中期，有人据此认为古马其顿语是一种多利亚方言。

## 对共通希腊语的影响
古马其顿人在共通希腊语的形成过程中扮演了重要角色，词汇有大量军事术语（διμοιρίτης、ταξίαρχος、ὑπασπισταί等）。公元前4世纪初阿明塔斯三世时的古马其顿钱币证明，第一变格阴阳性名词以-as结尾（属格为ΑΜΥΝΤΑ；阿提卡方言中的古形为ΑΜΥΝΤΟΥ）。动词变形也有变化，例如亚洲出土的古马其顿投石石弹上刻有祈使句δέξα，取代了阿提卡方言的形式。共通希腊语的β、γ、δ发生咝化，也是受古马其顿语影响。

## 阅读更多
- Brixhe, Claude & Anna Panayotou, “Le Macédonien”, Langues indo-européennes, ed. Françoise Bader. Paris: CNRS, 1994, pp 205–220. ISBN 2-271-05043-X
- Chadwick, John, The Prehistory of the Greek Language. Cambridge, 1963.
- Crossland, R. A., “The Language of the Macedonians”, Cambridge Ancient History, vol. 3, part 1, Cambridge 1982.
- Hammond, Nicholas G.L., “Literary Evidence for Macedonian Speech”, Historia: Zeitschrift für Alte Geschichte, Vol. 43, No. 2. (1994), pp. 131–142.
- Hatzopoulos, M. B. “Le Macédonien: Nouvelles données et théories nouvelles”, Ancient Macedonia, Sixth International Symposium, vol. 1. Institute for Balkan Studies, 1999.
- Ilievski, Petar Hristov（德语）. "Position of the Ancient Macedonian Language and the Name of the Contemporary Makedonski （页面存档备份，存于）". In: Studia Minora Facultatis Philosophicae Universitatis Brunensis (Brown University), E36 (1991). pp. 129-140.
- Kalléris, Jean. Les Anciens Macédoniens, étude linguistique et historique. Athens: Institut français d'Athènes, 1988.
- Katičić, Radoslav. Ancient Languages of the Balkans. The Hague—Paris: Mouton, 1976.
- Neroznak, V. Paleo-Balkan languages. Moscow, 1978.
- Rhomiopoulou, Katerina. An Outline of Macedonian History and Art. Greek Ministry of Culture and Science, 1980.
- Čašule, Ilija（马其顿语）. "The Etymology and Correlation of the Ancient Macedonian Gloss ‘lakedama’ and Phrygian ‘lakedokey’ （页面存档备份，存于）". In: Živa Antika [Antiquité Vivante] 71 (2021): 19–26. DOI: https://www.doi.org/10.47054/ZIVA21711-2019ch
- Die Makedonen: Ihre Sprache und ihr Volkstum by Otto Hoffmann （页面存档备份，存于）